# Arșukî, Novhorod-Siverskîi
Arșukî (în ucraineană Аршуки) este un sat în comuna Ceaikîne din raionul Novhorod-Siverskîi, regiunea Cernihiv, Ucraina.

## Demografie
Componența lingvistică a localității Arșukî
     Rusă (100%)
Conform recensământului din 2001, toată populația localității Arșukî era vorbitoare de rusă (100%).